# Majła
Majła (ros. Майла) – osiedle w Rosji, w Buriacji, w rejonie chorińskim. W 2010 liczyło 337 mieszkańców.